# منتخب كوسوفو لكرة السلة
منتخب كوسوفو الوطني لكرة السلة  هو ممثل كوسوفو  الرسمي في المنافسات الدولية في كرة السلة .

## وصلات خارجية
- الموقع الرسمي